# Голоуха саймири
Голоухата саймири (Saimiri ustus) е вид бозайник от семейство Капуцинови (Cebidae). Видът е почти застрашен от изчезване.

## Разпространение
Разпространен е в Бразилия (Амазонас, Мато Гросо, Пара и Рондония).